# カタール・リヤル
カタール・リヤル（アラビア語：ريال قطري リヤール・カタリー、英語：Qatari Riyal）はカタールの通貨単位で、QRまたはQARで記される。
補助単位はディルハム（Dirham）で、1リヤル=100ディルハム。

## 歴史
1966年まで、カタールでは通貨として「湾岸ルピー」としてのインド・ルピーが使われていた。インドがルピーの通貨切り下げを行った際、カタールを初めとした湾岸諸国は独自通貨の導入を試みた。カタールはまずサウジアラビア・リヤル（Saudi Riyal）を導入した後、カタール・ドバイ・リヤル（Qatar and Dubai Riyal）を導入。サウジアラビア・リヤルは1.065ルピー、カタール・ドバイ・リヤルは切り下げ前の1ルピーと同価とされた。
1973年までは、カタールとドバイはリヤルを共同で発行していた。しかしドバイがアラブ首長国連邦に参加したため、カタールは単独でカタール・リヤルを発行することとなった。

## 固定相場制度
1975年3月より、カタール・リヤルは公式的にIMF（国際通貨基金）の特別引出権（Special Drawing Rights、SDR）にペッグしている。実際には、1980年以来1USドル=3.64リヤル、つまり1リヤル=0.274725USドルで固定されている。このレートは2001年7月に公式になった。

## 紙幣
紙幣は1、5、10、50、100、500リヤルの6種類。カタール中央銀行（QCB）が発行している。現在は2003年6月15日より発行している第4版（2007年9月一部改訂）が流通している。2007年の改訂では、偽造防止技術として、コーナーストーン透かしや幅の広いオプティクス安全線、ホログラムなどが追加された。
表面のデザインは色と細部を除きアーチやアラベスクなどの構成はおおよそ共通で、新月刀を交差させ、その上にダウ船と椰子の木のある島が浮かんでいるカタールの国章があしらわれている。
| 第4版（2003年シリーズ） | 第4版（2003年シリーズ） | 第4版（2003年シリーズ） | 第4版（2003年シリーズ） | 第4版（2003年シリーズ） | 第4版（2003年シリーズ） | 第4版（2003年シリーズ） |
| 画像                    | 画像                    | 額面                    | 主色                    | 図柄                    | 図柄 |                         |
| 表                      | 裏                      | 額面                    | 主色                    | 表                      | 裏 |                         |
| ----------------------- | ----------------------- | ----------------------- | ----------------------- | ----------------------- | --- | ----------------------- |
|                         |                         | 1リヤル                 | 青・緑                  | 装飾柱、アーチ門、国章  | カンムリヒバリ、ハチクイ、メダイチドリ、透かし：ハヤブサの頭                                                                       |                         |
|                         |                         | 5リヤル                 | 緑                      | 装飾柱、アーチ門、国章  | アラビアオリックス、ヒトコブラクダ、ドーハのカタール国立博物館（旧シャイフ・アブドラ・ビン・ムハマンド宮殿）、透かし：ハヤブサの頭 |                         |
|                         |                         | 10リヤル                | オレンジ                | 装飾柱、アーチ門、国章  | 伝統的なダウ船、ホール・アル・ウデイドの砂丘、透かし：ハヤブサの頭                                                                 |                         |
|                         |                         | 50リヤル                | 紫                      | 装飾柱、アーチ門、国章  | カタール中央銀行、ドーハ・コルニッシュのカキ真珠モニュメント、透かし：ハヤブサの頭                                                 |                         |
|                         |                         | 100リヤル               | 緑・紫                  | 装飾柱、アーチ門、国章  | ドーハのグランドモスク、アル・シャカブ研究院、透かし：ハヤブサの頭                                                                 |                         |
|                         |                         | 500リヤル               | 青                      | 装飾柱、アーチ門、国章  | 首長の館（Diwan Amiri）、透かし：ハヤブサの頭                                                                                      |                         |

紙幣イメージ：カタール中央銀行 第四版紙幣見本

## 硬貨
硬貨は 5、10、25、50ディルハムの4種類があるが、実際に多く流通しているのは25、50ディルハムである。